# Gondwana (continent)

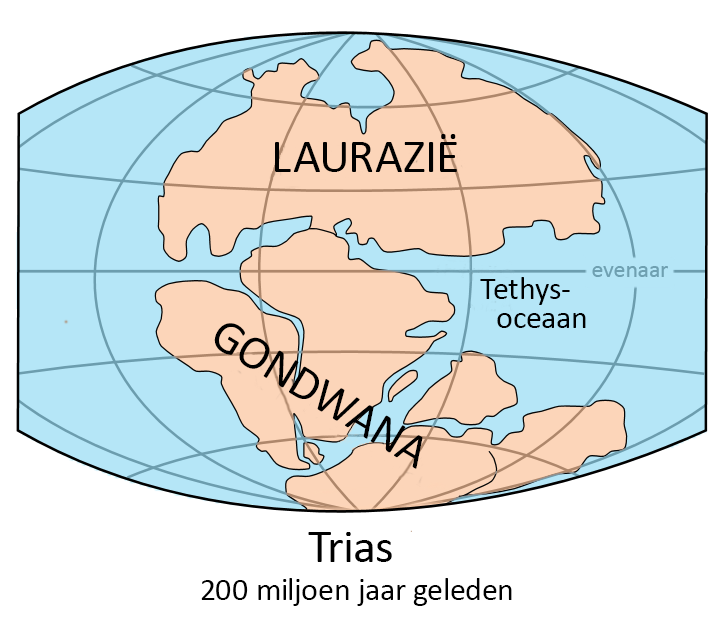
Ligging van continenten tijdens het Trias

Gondwana, ook wel Gondwanaland, was een zuidelijk supercontinent, dat bestond uit gebieden die in de huidige tijd grotendeels op het zuidelijk halfrond liggen, waaronder Antarctica, Zuid-Amerika, Afrika, India en de eilanden in de Indische Oceaan, het continent Australië en eilanden in het westen van de Grote Oceaan. Het is een oud supercontinent dat ontstaan is na het uiteenvallen van Rodinia en deel heeft uitgemaakt van Pangea. De andere geografische continenten, Noord-Amerika en Eurazië, waren nog verenigd in het noordelijke supercontinent Laurazië. Gondwana heeft bestaan van in de Toniumperiode (Vroeg-Neoproterozoïcum) tot in het Trias (Mesozoïcum).
Hoewel Gondwana ruwweg gecentreerd was op de plek waar Antarctica nu ligt, aan de zuidkant van de aardbol, was het klimaat over het algemeen mild. Tijdens het Mesozoïcum was de gemiddelde temperatuur aanzienlijk hoger dan in de huidige tijd. De concentratie CO2 was ook veel hoger dan in de huidige atmosfeer. Gondwana kende gedurende vele miljoenen jaren een grote verscheidenheid aan flora en fauna.
De perioden waarover het gaat duren zo lang, dat continentverschuiving en platentektoniek in de beschrijving van de geologie een belangrijke rol innemen. Het supercontinent begon in het late Jura, ongeveer 160 miljoen jaar geleden, uiteen te vallen, toen Afrika zich losmaakte en langzaam naar het noorden begon te bewegen. Het volgende grote blok dat afbrak, in het vroege Krijt ongeveer 125 miljoen jaar geleden, was India samen met Madagaskar. India  maakte zich later van Madagaskar los en dreef naar het noorden. Australië brak 96 miljoen jaar geleden van Antarctica af en Nieuw-Zeeland volgde ongeveer 80 miljoen jaar geleden.
De naam Gondwana komt van het gebied Gondwana in India, omdat een van de eerste gevonden gesteenteformaties van het paleocontinent in dat gebied zijn onderzocht.